# College City (California)
College City es un lugar designado por el censo ubicado en el condado de Colusa en el estado estadounidense de California. En el año 2010 tenía una población de 290 habitantes.

## Geografía
College City se encuentra ubicado en las coordenadas 39°0′22″N 122°0′24″O / 39.00611, -122.00667.